# Campionati europei di ciclismo su pista 2017 - Scratch maschile
La scratch maschile ai Campionati europei di ciclismo su pista 2017 si è svolta il 19 ottobre 2017 presso il Velodrom di Berlino, in Germania.

## Podio
| Pos.    | Atleta            | Nazionalità |
| ------- | ----------------- | ----------- |
| Oro     | Adrien Garel      | Francia     |
| Argento | Krisztián Lovassy | Ungheria    |
| Bronzo  | Roman Gladysh     | Ucraina     |

## Risultati
60 giri (15 km).
| Posizione | Atleta             | Nazione       | Gap in giri |
| --------- | ------------------ | ------------- | ----------- |
| 1         | Adrien Garel       | Francia       |             |
| 2         | Krisztián Lovassy  | Ungheria      |             |
| 3         | Roman Gladysh      | Ucraina       |             |
| 4         | Marc Potts         | Irlanda       |             |
| 5         | Anders Oddli       | Norvegia      |             |
| 6         | Rui Oliveira       | Portogallo    |             |
| 7         | Maxim Piskunov     | Russia        | -1          |
| 8         | Kenny De Ketele    | Belgio        | -1          |
| 9         | Christopher Latham | Gran Bretagna | -1          |
| 10        | Stefan Matzner     | Austria       | -1          |
| 11        | Edgar Stepanyan    | Armenia       | -1          |
| 12        | Christos Volikakis | Grecia        | -1          |
| 13        | Xavier Cañellas    | Spagna        | -1          |
| 14        | Wim Stroetinga     | Paesi Bassi   | -1          |
| 15        | Lucas Liss         | Germania      | -1          |
| 16        | Adrian Tekliński   | Polonia       | -1          |
| 17        | Gaël Suter         | Svizzera      | -1          |
| 18        | Filip Taragel      | Slovacchia    | -1          |
| 19        | Raman Ramanau      | Bielorussia   | -1          |
| 20        | Jonas Ahlstrand    | Svezia        | -1          |
| 21        | Vitālijs Korņilovs | Lettonia      | -2          |
| 22        | Valentin Plesea    | Romania       | -2          |
| 23        | Jiří Hochmann      | Rep. Ceca     | -2          |
| DNF       | Francesco Lamon    | Italia        |             |

Nota: DNF ritirati